# Codruța
Codruța ist ein weiblicher Vorname, der vor allem in Rumänien gebräuchlich ist.
Codru ist ein  meist in Poesie und Umgangssprache verwendetes Wort für Wald (ursprünglich v. a. „Hochwald“). Die Bedeutung lautet somit etwa „Die Kleine vom Wald“.
Beispielsweise verwendet der Lyriker Mihai Eminescu es in seinem Gedicht Revedere.